# Doris Fitschen
Doris Fitschen (* 25. Oktober 1968 in Zeven, Niedersachsen; † 15. März 2025) war eine deutsche Fußballnationalspielerin und von August 2009 bis Sommer 2016 Managerin der deutschen Frauennationalmannschaft.
Die Mittelfeldspielerin gewann vier Europameisterschaften, drei deutsche Meisterschaften und holte dreimal den DFB-Pokal. Bei den Olympischen Spielen in Sydney 2000 gewann sie mit ihrem Team die Bronzemedaille.

## Sportliche Karriere

### Vereinsfußball
Doris Fitschen war neun Jahre alt, als sie 1978 ihrem ersten Fußballverein FC Hesedorf beitrat. 1982 schloss sich das Mädchenteam mit dem TuS Westerholz zusammen. Mit dieser Mannschaft stieg sie bis in die Landesliga auf. 1988 wechselte sie zum VfR Eintracht Wolfsburg. Dort erlebte sie auch den Frauen-Bundesligastart 1990. In der Spielzeit 1991/92 war Doris Fitschen mit 16 Treffern erfolgreichste Torschützin der Nordgruppe und einzige Spielerin, die während der Saison einen Hattrick erzielte.
Von 1992 bis 1996 spielte sie für den TSV Siegen, mit dem sie zweimal Deutsche Meisterin und einmal DFB-Pokalsiegerin wurde. Im Januar 1995 zog sie sich einen Kreuzbandriss zu. Während der sechsmonatigen Pause musste sie den EM-Sieg gegen Schweden und auch die WM im gleichen Jahr von der Tribüne aus verfolgen. 1996 wechselte sie zum deutschen Vizemeister SG Praunheim. Obwohl sie ein hochdotiertes Angebot aus Japan hatte, verlängerte sie 1997 ihren Vertrag bis zum Jahr 2000. Der DFB drohte damals, Spielerinnen im Ausland nicht mehr zu berücksichtigen. Mit dem neu gegründeten 1. FFC Frankfurt gewann sie 1999 das „Double“ und noch einmal den DFB-Pokal.
Im März 2001 wechselte sie zu den Philadelphia Charge in die neu gegründete US-amerikanische Frauen-Profiliga (WUSA). Am 30. Juli 2001 brach sie sich das linke Handgelenk im Liga-Spiel gegen die New York Power. Daraufhin beendete sie ihre aktive Fußball-Karriere. Trotz ihres relativ kurzen Auftrittes – 13 Meisterschaftsspiele (3 Tore) – wurde sie am Ende der Saison zur besten Spielerin des Jahres gewählt.

### Nationalmannschaft

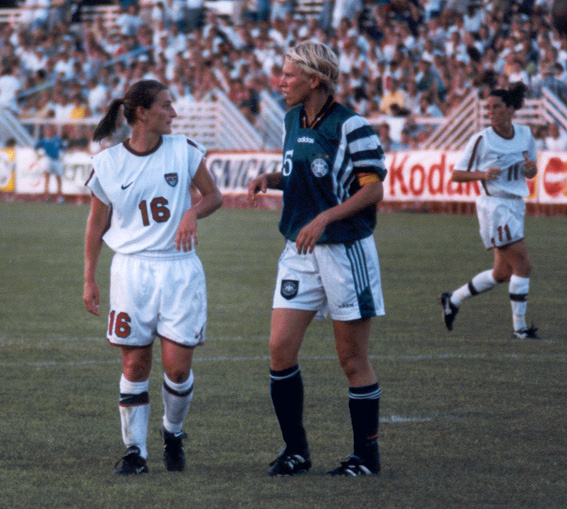
Doris Fitschen (rechts) in einem Länderspiel gegen die USA, links Tiffeny Milbrett (1998)

Am 4. Oktober 1986 gab Doris Fitschen ihr Debüt als Nationalspielerin. Beim 2:0-Erfolg gegen Dänemark erzielte sie das erste Tor. Seitdem gehörte sie zu den Stammspielerinnen. Bei der EM-Endrunde 1989 in Deutschland, bei der sich die DFB-Auswahl erstmals den Titel sicherte, war sie mit 20 Jahren die jüngste Spielerin. Beim EM-Viertelfinal-Hinspiel gegen England im Herbst 1990 spielte sie erstmals auf dem Liberoposten. Seitdem trug sie das Trikot mit der Nummer 5.
1991 gelang ihr mit der Nationalmannschaft der zweite EM-Titel. Während der anschließenden Weltmeisterschaft in China galt sie als beste Spielerin des Turniers und wurde in den chinesischen Medien als „weiblicher Beckenbauer“ gefeiert. Infolge der Knieverletzung konnte sie 1995 nicht an den beiden großen Turnieren teilnehmen. Ihre Rückkehr 1996 bei den Olympischen Sommerspielen in Atlanta wurde zu ihrer „größten sportlichen Enttäuschung“, wobei sie zugab, auch selbst „ziemlich schwach“ gespielt zu haben.
1997 kehrte der Erfolg zurück. Während der Europameisterschaft, die Deutschland erneut gewann, ersetzte sie die verletzte Spielführerin Martina Voss, wurde zur Leistungsträgerin und von der UEFA ins All-Star-Team gewählt. Am 6. November 1997 bestritt Doris Fitschen ihr hundertstes Länderspiel. Nach Silvia Neid, Martina Voss und Heidi Mohr war sie die vierte deutsche Frau im „Hunderterclub“. Ihr 144. und letztes Länderspiel bestritt sie am 7. Juli 2001 beim EM-Finalsieg in Ulm gegen Schweden.
Sie nahm mit der Deutschen Olympia-Nationalmannschaft an den Olympischen Sommerspielen 2000 teil, bei denen sie mit der Mannschaft den 3. Platz erkämpfte und damit eine Bronzemedaille errang.

## Auszeichnungen
- 2001: Silbernes Lorbeerblatt
- 2019: Aufnahme in die Hall of Fame des deutschen Fußballs

## Beruflicher Werdegang
Fitschen erwarb 1988 das Abitur. Nach der Schule absolvierte sie eine Berufsausbildung zur Industriekauffrau und später zur Systemanalytikerin bei der Volkswagen AG in Wolfsburg. Zwischen 1993 und 1996 war sie Freie Mitarbeiterin in der Sportredaktion des Westdeutschen Rundfunks, gefolgt von einem Studium der Betriebswirtschaft, das sie 1999 an der Fachschule für Wirtschaft in Frankfurt am Main abschloss. 2000 erwarb sie die Fußballlehrer-Lizenz. Von 2001 bis 2004 arbeitete Fitschen als Expertin für den Frauenfußball für die ARD. Von 2001 bis zu ihrem Tod arbeitete sie für den Deutschen Fußball-Bund im Marketing. Von 2008 bis 2010 leitete sie das Marketing im Organisationskomitee der Weltmeisterschaft 2011. Von 2009 bis 2016 betreute sie als Managerin die Frauen-Nationalmannschaft, die in dieser Zeit 2009 und 2013 die Europameisterschaft holte und 2016 Olympiasieger wurde.
Im April 2022 wurde sie als Gesamtkoordinatorin Frauen im Fußball beim DFB für die Entwicklung und Umsetzung der „Strategie 2027 – Frauen im Fußball“ verantwortlich.

## Privates und Tod
Gemeinsam mit ihrer Partnerin hatte Fitschen ein Kind. Sie erlag am 15. März 2025 im Alter von 56 Jahren einer sechs Jahre zuvor diagnostizierten Knochenkrebserkrankung. Bei der Trauerfeier am 11. April 2025 im Stadion am Brentanobad in Frankfurt würdigten die vormalige Bundestrainerin Silvia Neid, die vormalige Frankfurter Oberbürgermeisterin Petra Roth und die DFB-Generalsekretärin Heike Ullrich die Verstorbene für ihre Verdienste.

## Sonstiges
Fitschen war Mitglied der Deutschen Akademie für Fußball-Kultur.